# Citraloxim
Citraloxim ist eine organische Verbindung aus der Gruppe der Oxime, die sich von dem natürlich vorkommenden Aldehyd Citral ableitet. Es wird insbesondere in der Herstellung von Duftstoffen verwendet.

## Herstellung
Citraloxim kann durch Reaktion von Citral mit Hydroxylaminhydrochlorid hergestellt werden.

## Verwendung
Geranylnitril wird als oxidationsstabiles Analogon von Citral in der Parfümerie eingesetzt und durch Dehydratisierung des Intermediats Citraloxim hergestellt, wobei als Reagenz zur Dehydratisierung vor allem Acetanhydrid genutzt wird. Durch Reaktion von Citraloxim mit Carbonsäurechloriden oder Carbonsäureanhydriden in Gegenwart von Pyridin kann die Hydroxygruppe der Oximfunktion verestert werden. Auch die so hergestellten Derivate eignen sich als Duftstoffe.